# Distrikt Cochamal
Der Distrikt Cochamal liegt in der Provinz Rodríguez de Mendoza in der Region Amazonas in Nord-Peru. Der Distrikt wurde am 31. Oktober 1932 gegründet. Er besitzt eine Fläche von 182 km². Beim Zensus 2017 wurden 624 Einwohner gezählt. Im Jahr 1993 lag die Einwohnerzahl bei 590, im Jahr 2007 bei 545. Sitz der Distriktverwaltung ist die 1584 m hoch gelegene Ortschaft Cochamal mit 145 Einwohnern (Stand 2017). Cochamal befindet sich 10 km westlich der Provinzhauptstadt Mendoza.

## Geographische Lage
Der Distrikt Cochamal befindet sich in der peruanischen Zentralkordillere im südlichen Westen der Provinz Rodríguez de Mendoza. Der Westen wird vom Río Shocol, der Osten von der Quebrada Riogrande entwässert.
Der Distrikt Cochamal grenzt im Westen an die Distrikte La Jalca, Magdalena und San Isidro de Maino (alle drei in der Provinz Chachapoyas), im Nordwesten und im Norden an die Distrikte Soloco und Cheto (beide in der Provinz Chachapoyas), im Osten an den Distrikt Longar, im Südosten an den Distrikt Huambo sowie im Süden an den Distrikt Limabamba.

## Ortschaften
Neben dem Hauptort gibt es folgende größere Ortschaften im Distrikt:
- San Juan de Oquish
- San Marcos
- Shucush